# Songs of Faith and Devotion Live
Songs of Faith and Devotion Live és l'onzè disc del grup de pop electrònic Depeche Mode; és la seva tercera recopilació, i el seu segon disc en directe, després de 101. Va estrenar-se el 6 de desembre de 1993.
Conté les mateixes 10 cançons (i en el mateix ordre) que el disc en què està basat, Songs of Faith and Devotion, però interpretades en directe a Copenhaguen (27 de maig de 1993), Milà (4 de juny de 1993), Liévin (29 de juliol de 1993) i Nova Orleans (8 d'octubre de 1993), durant la gira Devotional Tour.
Comercialment va tenir molt poca repercussió i va superar lleugerament les cent mil unitats venudes, en canvi, posteriorment van llançar un vídeo amb gairebé tot el concert (Devotional) que va tenir més èxit comercial.

## Llista de cançons
| Núm. | Títol                 | Durada |
| ---- | --------------------- | ------ |
| 1.   | «I Feel You»          | 7:12   |
| 2.   | «Walking in My Shoes» | 6:42   |
| 3.   | «Condemnation»        | 3:56   |
| 4.   | «Mercy In You»        | 4:20   |
| 5.   | «Judas»               | 5:02   |
| 6.   | «In Your Room»        | 6:47   |
| 7.   | «Get Right With Me»   | 3:12   |
| 8.   | «Rush»                | 4:35   |
| 9.   | «One Caress»          | 3:36   |
| 10.  | «Higher Love»         | 7:31   |

## Dades
- Depeche Mode: David Gahan, Martin Gore, Andrew Fletcher, Alan Wilder.
- Temes escrits per Martin Gore.
- Temes cantats per David Gahan, excepte "Judas" i "One Caress", cantats per Martin Gore.
- Veus addicionals: Hildia Campbell i Samantha Smith.
- Produït i mesclat per Alan Wilder i Steve Lyon.
- Enregistrat a Copenhaguen, Milà, Liévin i Nova Orleans per Steve Lyon. Assistent: Peter Brandt, Euromobile.
- Mesclat a Windmill Lane (Dublín), Guillaume Tell (París) i Olympic Studios (Londres). Assistents: Rob Kirwan, Alex Firla i Jeremy Wheatley. Masteritzat per Kevin Metcalfe.
- Coordinació: J.D. Fanger, Daryl Bamonte, Pepe Jansz.
- Conseller espiritual: Jonathan Kessler.
- Director de promoció de la gira: Andy Franks.
- Enginyer de so en directe: Jon Lemon.
- Enginyer de monitors: Anzac Wilson.
- Coordinació tècnica: Wob Roberts.
- Tècnic de bateries: Tom Wilson.
- Tècnic de guitarres: Jez Webb.
- Disseny visual i posada en escena: Anton Corbijn.
- Disseny de portada: Anton Corbijn i Area.